# Павлов (канал)
Павлов (узб. Pavlov, Павлов) — небольшой оросительный канал (арык) в Шайхонтохурском тумане Ташкента, левый отвод канала Калькауз (Катта Калькауз).

## Описание
По данным 1983 года, длина канала составляла около 1 км, расход воды в месте первого сооружения на канале (водозаборник из Калькауза) — 0,3 м³/с, орошаемая площадь в Шайхонтохурском районе — 150 гектаров.
Головное сооружение арыка Павлов расположено на левом берегу канала Калькауз в месте подхода к нему улицы Сойбуйи, перед отходом крупного канала Кечкурук. По состоянию на 1983 год, арык тёк в сторону Парка культуры и отдыха имени Пушкина) и, не доходя до него, впадал в канал Джангоб.
Работы по прорытию канала выполнялись в 1925 году. Ранее пропускная способность канала была значительно выше, составляя 1,5 м³/с.